# La Trinité-des-Laitiers

La Trinité-des-Laitiers este o comună în departamentul Orne, Franța. În 1 ianuarie 2022 avea o populație de 64 de locuitori.